# Codex Dublinensis
Il Codex Dublinensis (Gregory-Aland: Z o 035; Soden: ε 26) è un manoscritto onciale in greco datato paleograficamente al VI secolo e contenente i quattro vangeli canonici. Contiene i Vangelo secondo Luca.

## Descrizione
Il codice contiene 13 spessi fogli di pergamena di 27 per 20 cm, contenenti un testo dei vangelo secondo Matteo. Scritta in una colonna per pagina, 21 righe per colonna, a grandi lettere onciale.
Contenuto
Matteo 1:17-2:6, 2:13-20, 4:4-13, 5:45-6:15, 7:16-8:6, 10:40-11:18, 12:43-13:11, 13:57-14:19, 15:13-23, 17:9-17, 17:26-18:6, 19:4-12, 21-28, 20:7-21:8, 21:23-30, 22:16-25, 22:37-23:3, 23:15-23, 24:15-25, 25:1-11, 26:21-29, 62-71.
Contiene tavole dei sezioni ammoniane, ma senza alcun riferimento ai Canonici Eusebio di Cesarea. Si tratta di un palinsesto. Il testo superiore contiene trattato Giovanni Crisostomo nel secolo VIII o IX secolo.

## Critica testuale
Il testo del codice è rappresentativo del tipo testuale alessandrino. Kurt Aland lo ha collocato nella Categoria III.

## Storia
Il codice è conservato presso la Trinity College (Gr. 32) a Dublino.